# Aci, Galatea e Polifemo
Aci, Galatea e Polifemo (HWV 72) è una serenata a tre voci di Georg Friedrich Händel.
La sua prima esecuzione avvenne il 19 luglio 1708, diretta dal compositore, nel Teatrino di Corte a Napoli. 
La composizione fu realizzata presso il Palazzo Ducale di Piedimonte Matese ed è datata 16 giugno 1708.
La serenata venne commissionata da Donna Aurora Sanseverino, duchessa di Laurenzana, in occasione delle festività nuziali per il matrimonio tra Tolomeo III Saverio Gallio, duca di Alvito, e Beatrice Tocco Sanseverino di Montemiletto, principessa d'Acaja e nipote di Donna Aurora.
Il libretto venne scritto da Nicola Giuvo, segretario della duchessa.
La serenata venne successivamente eseguita anche per altri festeggiamenti: il matrimonio tra Pascale Gaetani d'Aragona e Maria Maddalena di Croy nel 1711 e l'onomastico della figlia del Viceré di Napoli il 26 luglio 1713.
Il ruolo di Polifemo venne scritto per un basso, per il quale vennero composte due arie che richiedono un grande virtuosismo: “Sibilar l'angui d'Aletto” e “Fra l'ombre e gl'orrori”.
La cantata richiede un soprano, un contralto, un basso, un flauto, un oboe, due trombe, due violini, due violoncelli ed un basso continuo.

## Trama
Il pastore Aci è innamorato della nereide Galatea: gli innamorati si dichiarano il proprio amore.
Galatea teme che l'amore provato nei suoi confronti dal ciclope Polifemo, non corrisposto, provochi nel figlio di Nettuno violente reazioni. Un suono spaventoso annuncia l'arrivo di Polifemo, e Aci, su suggerimento di Galatea fugge.
Il ciclope è furibondo nei confronti del rivale e promette di ricorrere a ogni mezzo per liberarsi di Aci. Galatea resiste alle minacce di Polifemo, e Aci si frappone tra i due per difendere l'amata.
Polifemo ribadisce che la sua furia colpirà chi non corrisponde il suo interesse, e Galatea invoca il padre Nereo per salvarla dal tentativo di abbraccio del ciclope. Quando Aci e Galatea si ritrovano uniti, Polifemo ascolta i discorsi d'amore e, in un accesso di rabbia, uccide Aci con un masso.
Alla disperazione di Galatea, Polifemo risponde sostenendo che la causa della morte di Aci è della sua resistenza al suo amore.
La nereide si rivolge in preghiera al padre chiedendogli di trasformare il sangue dell’amato in un fiume che corra verso il mare cosicché lei possa abbracciarlo.
Polifemo capisce che le preghiere di Galatea sono state accolte: la cantata si conclude con il terzetto, intonato dai tre protagonisti: “Chi ben ama ha per gli oggetti fido cor, pura costanza”.
Il ruolo di Polifemo, un Ciclope le cui azioni hanno conseguenze letali per Aci (Acis ne Le metamorfosi era lo spirito del fiume di Acireale), è particolarmente degno di nota per la vasta gamma e la singolare agilità vocale richiesta.

## Discografia parziale
- Aci, Galatea e Polifemo - Emmanuelle Haïm/Sandrine Piau/Sara Mingardo, 2005 EMI/Virgin.
- Aci, Galatea e Polifemo - Sara Mingardo/Antonio Abete/Ruth Rosique/Orchestra Barocca Cappella della Pieta de' Turchini/Antonio Florio/2012 Dynamic.
- Aci, Galatea e Polifemo - Stefanie True, Luciana Mancini, Mitchell Sandler / Contrasto Armonico - Marco Vitale / Brilliant Classics 2006